# Afinidad (derecho)

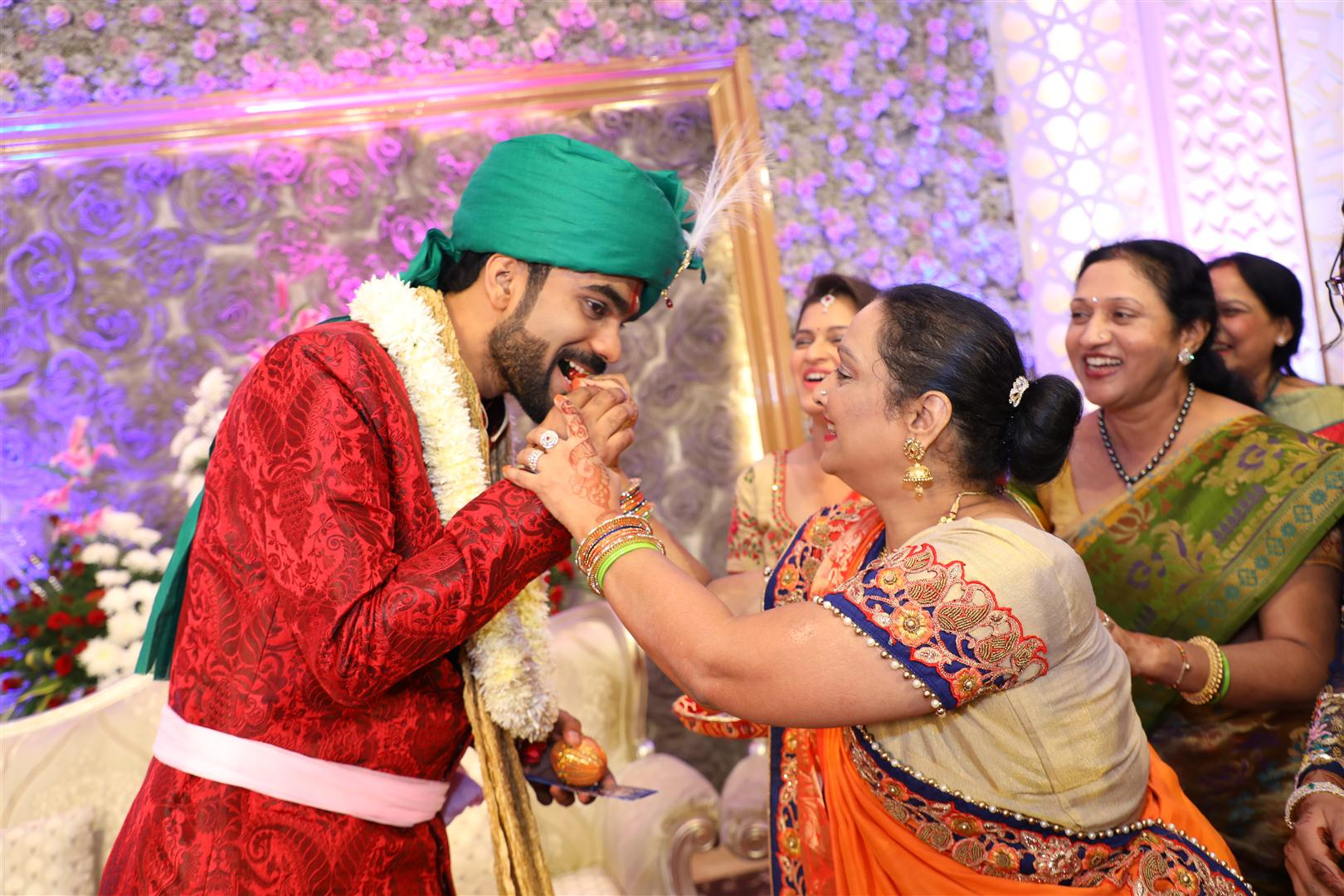
Una madre dando la bienvenida a su yerno a la familia. Ceremonias de boda en la India en la década de 2010

Símbolo sobre afiliación o afinidad.

En derecho, la afinidad es un tipo de parentesco que se produce por un vínculo legal a través del matrimonio u otro tipo de unión civil, entre aquellas personas que, sin tener lazo de consanguinidad entre sí, sí lo tienen en cambio con alguno de los que ha contraído matrimonio. Por ejemplo, los padres del marido (o esposo) adquieren, con respecto a los padres de la mujer (o esposa), afinidad en razón del casamiento.
Si el parentesco natural se extiende hasta el cuarto grado de consanguinidad, sucede análoga y coincidentemente el parentesco por afinidad. Sin embargo, esto ocurre sin poder determinarse "grados", debido a que la "afinidad no engendra afinidad".
A los parientes que mantienen vínculos de sangre, como los que existen entre padres e hijos, se les denomina parientes consanguíneos.
Según la ley, la afinidad puede ser relevante en relación a las prohibiciones de relaciones sexuales incestuosas y en relación con la prohibición del matrimonio a determinadas parejas. Las relaciones prohibidas varían de jurisdicción a jurisdicción y han ido variando a lo largo del tiempo. En algunos países, especialmente en el pasado, las relaciones prohibidas se basaban en leyes religiosas. En algunos países, la prohibición de las relaciones sexuales entre personas con una relación de afinidad puede expresarse en términos de grados de relación. El grado de afinidad se considera el mismo que el nivel consanguíneo al que se unió una pareja, por lo que, por ejemplo, el grado de afinidad de un marido con su cuñada es de dos, el mismo que la mujer sería para su hermana por consanguinidad. El grado de padre o hijo de la mujer es uno, y para una tía o sobrina es de tres, y primer primo, de cuatro. Aunque las relaciones de adopción y paso son casos de afinidad, normalmente se tratan como consanguinidad.
Hay que tener en cuenta que el término "afinidad" también es utilizado en la actualidad para uniones o parejas de hecho (sin unión jurídica) en las que pueda haber descendientes, así como en adopciones.

## Historia
En el Antiguo Egipto entre la realeza, el matrimonio con hermanos y hermanastros era una forma de mantener la continuidad dinástica y la legitimidad divina.    Los faraones solían tener varias esposas, incluyendo hermanastras y mujeres de otras familias reales. 
En la Antigua Roma, tanto en el derecho romano (Corpus iuris civilis) como en los conceptos jurídicos bíblicos - Antiguo Testamento que funcionaron como derecho aplicable en muchas partes de Europa o del espacio cultural europeo a través del derecho canónico medieval hasta bien entrada la Edad Moderna, no había distinción entre parentesco y matrimonio: con el matrimonio de dos personas se establecía una relación análoga a la consanguinidad entre las dos familias, razón por la cual los matrimonios entre cuñados o hermanos (que pueden significar tanto el matrimonio de dos parejas de hermanos como el matrimonio de un hermano con la misma pareja, por ejemplo tras la muerte del primer cónyuge) estaban prohibidos o sólo eran posibles en casos excepcionales especiales con dispensa expresa. Las relaciones sexuales (extramatrimoniales) entre cuñados y cuñadas, pero también entre padrastros e hijastros, por ejemplo, se consideraban legalmente incesto. Aunque la Ley General de los Estados de Prusia de 1794 abolió la mayoría de las prohibiciones matrimoniales con respecto a las relaciones políticas, sí permitió la prohibición del matrimonio entre suegros y sus yernos (por ejemplo, después de la muerte del cónyuge original que estableció la relación política) para continuar existiendo.

## Importancia jurídica
El vínculo de afinidad entre dos o más personas tiene importancia en Derecho de familia y sucesiones, para definir el alcance de los derechos y deberes entre esas dos personas respecto a un hecho jurídico. Por ejemplo, de tutela en caso de orfandad, como designar al o los herederos legales.
Este concepto también es relevante dentro del Derecho canónico, para determinar la legitimidad del matrimonio.

## Teoría de la alianza en antropología

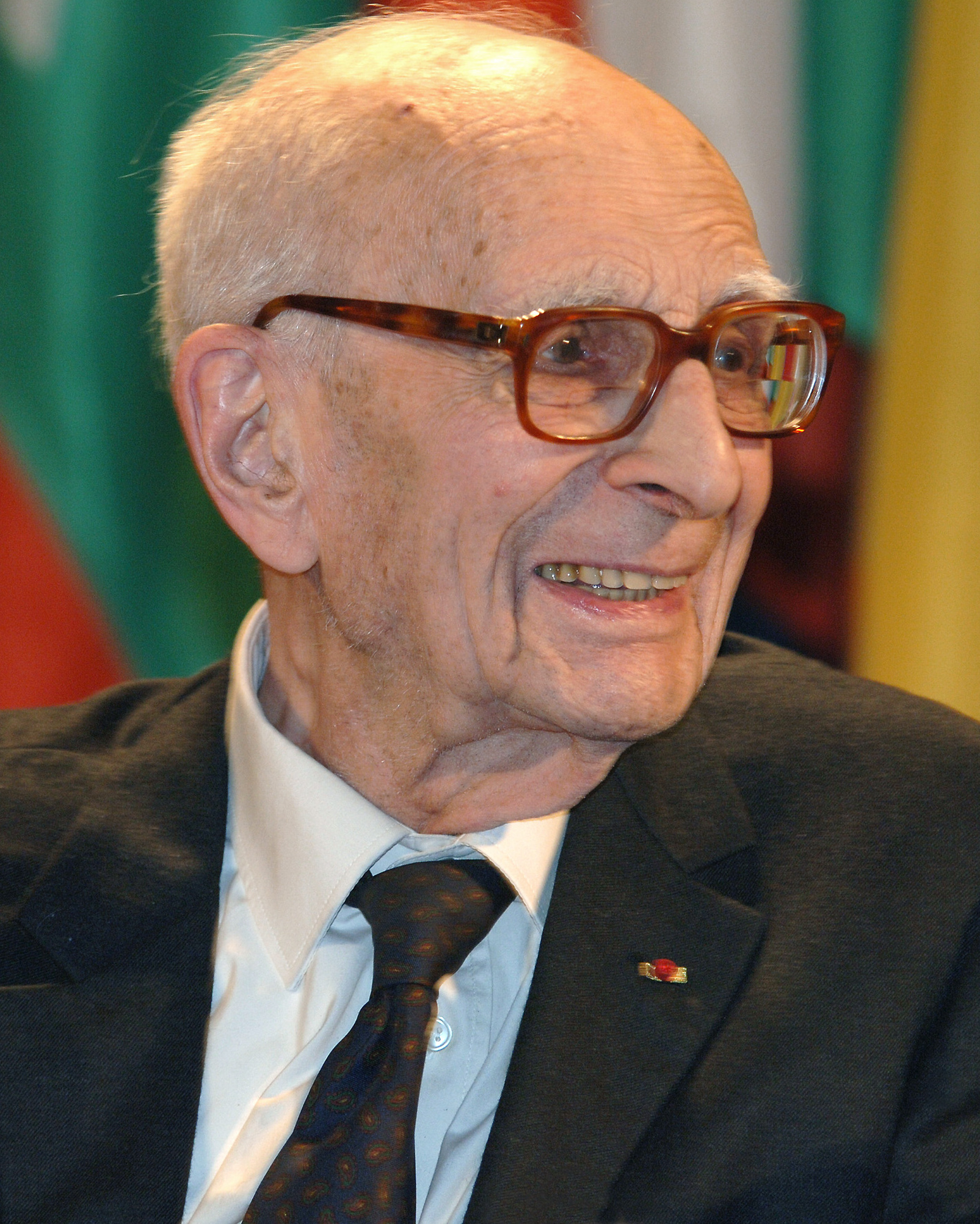
Claude Lévi-Strauss en 2005.

Claude Lévi-Strauss fue el primero en conceptualizar la noción de alianza en antropología, en su obra Les Structures élémentaires de la parenté (Las estructuras elementales del parentesco). La teoría de la alianza propone concebir el matrimonio como una forma de comunicación entre personas, ya que permite a diferentes grupos sociales aliarse para intercambios comerciales y matrimoniales, también para unir fuerzas en caso de conflicto.

## Terminología
Algunas relaciones de afinidad se consideran lo suficientemente importantes como para designarse con palabras específicas:
- yerno: marido de hija;
- hijastro : hijo nacido de un matrimonio anterior de uno u otro de los dos cónyuges;
- nuera: esposa de hijo/hija;
- suegro: el padre del cónyuge
- padrastro: el nuevo cónyuge de la madre o del padre, en relación con los hijos que tuvo  el cónyuge durante una unión anterior;
- madrastra: el nuevo cónyuge del padre o de la madre, en relación con los hijos que tuvo el cónyuge durante una unión anterior;
- cuñado:
  - el hermano del cónyuge;
  - el marido de la hermana o hermano;
- cuñada:
  - la hermana del cónyuge;
  - la esposa del hermano o hermana;
- hermanastro (o medio hermano): hermano que tiene un solo progenitor en común (padre o madre);
- hermanastra (o media hermana): hermana que tiene un solo progenitor en común (padre o madre);

## Algunos ejemplos de situaciones particulares
En Sudáfrica, las relaciones sexuales están prohibidas dentro del primer grado de afinidad, es decir, cuando una persona es ascendiente o descendiente directo del cónyuge de la otra persona.
La ley brasileña, por el artículo 1521 del Código Civil, extiende también la nulidad del matrimonio entre padres e hijos a los abuelos y nietos o cualquier otra forma de relación de ascendentes y descendientes (tanto consanguíneos como adoptivos), suegros e hijos, suegros incluso después del divorcio de la pareja anterior, así como a los padrastros e hijastros, y a los ex cónyuges de un padre adoptivo que lo hizo unilateralmente (considerados equivalentes, en familias formadas por adopción, a los padrastros e hijastros); y extiende la nulidad del matrimonio entre hermanos a los primos-hermanos biológicos.
En Hawái, la penetración sexual y el matrimonio están prohibidos dentro de estrechos grados de afinidad y se castigan con hasta cinco años de prisión.
En Míchigan (EE. UU.), el contacto sexual entre personas relacionadas "por consanguinidad o afinidad hasta el tercer grado" se considera conducta sexual delictiva en cuarto grado y se castiga con una sentencia de dos años o una multa de hasta 500 dólares o ambas.
En Nueva Jersey (EE. UU.), el contacto sexual está prohibido cuando el actor es "pariente con la víctima por consanguinidad o afinidad hasta el tercer grado" y la víctima tiene al menos 16 pero menos de 18 años.

### Francia
En Francia, sólo el matrimonio crea legalmente la afinidad (alliance), cuyo concepto no está expresamente definido en la legislación francesa. Los efectos de la afinidad no necesariamente sobreviven a la disolución del matrimonio que la fundamentaba.
En ocasiones, el derecho francés atribuye efectos a la afinidad. Así, el artículo 161 del Código Civil francés prohíbe el matrimonio entre aliados lineales directos, considerado incestuoso. El artículo 206 establece que “los yernos y las nueras deben también, y en las mismas circunstancias, alimentos a su suegro y a su suegra, pero esta obligación cesa cuando el cónyuge que produjo la afinidad y los hijos de su unión con el otro cónyuge han fallecido”.

### Suiza
El Código Civil suizo da la siguiente definición en su artículo 21:
- Los padres de una persona son en la misma línea y en el mismo grado aliados de su cónyuge o pareja registrada.
- La disolución del matrimonio o de la unión registrada no pone fin a la afinidad (alliance).

### Canadá
En Quebec, el artículo 521.7 del Código Civil establece que “la unión civil crea una alianza entre cada cónyuge y los padres de su cónyuge” (“cónyuge” puede designar tanto a una persona casada como a una persona unida por una unión civil en la ley en Quebec); Esta disposición es tanto más sorprendente cuanto que no existe una disposición similar para el matrimonio y la legislación quebequense no atribuye efectos jurídicos a la afinidad  (alliance).

### Países Bajos
La relación de parentesco se crea mediante el matrimonio. En algunos países, como los Países Bajos, también puede crearse legalmente mediante la unión registrada. Un contrato de convivencia no proporciona ninguna afinidad en los Países Bajos. La afinidad siempre existirá, incluso después del divorcio o del cese de la relación de pareja. (Se extingue la obligación de alimentos).
La afinidad es especialmente importante en el derecho de sucesiones y en la pensión alimenticia. La obligación de alimentos se aplica a parientes y afines en la misma medida. En el derecho procesal y el derecho de la prueba, también es importante el parentesco. A veces los parientes no tienen que declarar unos contra otros. Asimismo, la afinidad puede afectar al valor probatorio de una declaración o testimonio.